# باربارا جفورد
باربارا جفورد (انگلیسی: Barbara Jefford؛ زادهٔ ۲۶ ژوئیهٔ ۱۹۳۰) یک هنرپیشه اهل بریتانیا است. وی از سال ۱۹۴۹ میلادی تاکنون مشغول فعالیت بوده‌است.
از فیلم‌ها یا برنامه‌های تلویزیونی که وی در آن نقش داشته‌است، می‌توان به دروازه نهم، هیتلر: ده روز آخر، اولیس، رؤیای شب نیمه تابستان، روایت نلی، جایی که فرشتگان و وقتی وال‌ها آمدند اشاره کرد.